# QP–11-es konvoj
A QP–11-es konvoj a második világháború egyik hajókaravánja volt, amely a Szovjetunióból indult nyugatra. A QP kód az irányt (keletről nyugatra), a 11 a konvoj sorszámát jelenti. A kereskedelmi hajók és kísérőik 1942. április 28-án indultak el a Murmanszkból. A konvoj május 7-én érkezett meg Reykjavíkba. A flottát a Briarwood kapitánya irányította, helyettese a Dan-Y-Bryn kapitánya volt.

## Veszteségek
Április 30-án az U-456 német tengeralattjáró megtorpedózta az Edinburgh brit könnyűcirkálót, amely aranyat szállított. A torpedó a hajó farába csapódott. A robbanás után az Edinburgh megpróbált visszajutni Murmanszkba. A sérült könnyűcirkálót a Foresight és a Forester kísérte, később több szovjet hajó is csatlakozott hozzájuk. Három német romboló (Schoemann, Z 24 és Z 25) indult a helyszínre, hogy megtámadják az Edinburgh-t. Május 1-jén összecsaptak a felek, és az Amazon találatot kapott, az orosz Ciolkovszkij pedig elsüllyedt. Május 2-án újabb csata bontakozott ki, és az Edinburgh-nak sikerült elsüllyesztenie a Schoemannt. A Z 24-nek sikerült eltalálnia a sérült könnyűcirkálót, amelyet kiürítettek, majd a Foresight egy torpedóval elsüllyesztett. A brit hajó 58 tengerésze meghalt. A Forester súlyosan megrongálódott.

## A hajók

### Kereskedelmi hajók
| A hajó neve    | Nemzetisége               |
| -------------- | ------------------------- |
| Atheltemplar   | Egyesült Királyság        |
| Ballot         | Panama                    |
| Briarwood      | Egyesült Királyság        |
| Ciolkovszkij   | Szovjetunió               |
| Dan-Y-Bryn     | Egyesült Királyság        |
| Dunboyne       | Amerikai Egyesült Államok |
| El Estero      | Panama                    |
| Revoljucionyer | Szovjetunió               |
| Eldena         | Amerikai Egyesült Államok |
| West Nohno     | Amerikai Egyesült Államok |
| Gallant Fox    | Panama                    |
| Mormacmar      | Amerikai Egyesült Államok |
| Stone Street   | Panama                    |
| Trehata        | Egyesült Királyság        |
| West Cheswald  | Amerikai Egyesült Államok |

### Kísérőhajók
| A hajó neve        | Nemzetisége        | Típusa            |
| ------------------ | ------------------ | ----------------- |
| HMS Amazon         | Egyesült Királyság | Romboló           |
| HMS Beagle         | Egyesült Királyság | Romboló           |
| HMS Belvoir        | Egyesült Királyság | Romboló           |
| HMS Beverley       | Egyesült Királyság | Romboló           |
| HMS Bulldog        | Egyesült Királyság | Romboló           |
| HMS Campanula      | Egyesült Királyság | Korvett           |
| HMS Duke of York   | Egyesült Királyság | Csatahajó         |
| HMS Edinburgh      | Egyesült Királyság | Könnyűcirkáló     |
| HMS Escapade       | Egyesült Királyság | Romboló           |
| HMS Faulknor       | Egyesült Királyság | Romboló           |
| HMS Foresight      | Egyesült Királyság | Romboló           |
| HMS Forester       | Egyesült Királyság | Romboló           |
| HMS Gossamer       | Egyesült Királyság | Aknaszedő         |
| HMS Harrier        | Egyesült Királyság | Aknaszedő         |
| HMS Hursley        | Egyesült Királyság | Romboló           |
| HMS Hussar         | Egyesült Királyság | Aknaszedő         |
| HMS Inglefield     | Egyesült Királyság | Romboló           |
| HMS Kenya          | Egyesült Királyság | Könnyűcirkáló     |
| HMS King George V  | Egyesült Királyság | Csatahajó         |
| Kujbisev           | Szovjetunió        | Romboló           |
| HMS Lamerton       | Egyesült Királyság | Romboló           |
| HMS Lord Middleton | Egyesült Királyság | Vontató           |
| HMS Marne          | Egyesült Királyság | Romboló           |
| HMS Martin         | Egyesült Királyság | Romboló           |
| HMS Middleton      | Egyesült Királyság | Vontató           |
| HMS Niger          | Egyesült Királyság | Aknaszedő         |
| HMS Oribi          | Egyesült Királyság | Romboló           |
| HMS Oxlip          | Egyesült Királyság | Korvett           |
| HMS Saxifrage      | Egyesült Királyság | Korvett           |
| HMS Snowflake      | Egyesült Királyság | Korvett           |
| Szokrusityelnij    | Szovjetunió        | Romboló           |
| HMS Victorious     | Egyesült Királyság | Repülőgép-hordozó |